# Carlos Salcés
Pour les articles homonymes, voir Salce (homonymie).
Carlos Salcés (né le 29 février 1972 à Mexico) est un acteur, réalisateur, scénariste, producteur et monteur de cinéma mexicain.

## Biographie
Carlos Salcés a commencé sa carrière cinématographique à l'âge de 11 ans, en tournant pour Raúl Busteros dans Redondo. Très tôt, il se lance en auto-didacte dans la création de courts métrages documentaires, en maîtrisant les aspects essentiels du processus de création : réalisation, scénario, montage, production. Son premier long métrage indépendant est Aquí No Pasa Nada, en 1990.
Dans les années 1990, il connaît le succès avec un Ariel en 1995, une Déesse d'Argent du Meilleur Montage pour Bienvenido-Welcome, et une quarantaine de récompenses pour En el Espejo del Cielo. Las Olas del Tiempo est également très remarqué.
Son premier long métrage professionnel, Zurdo a également accumulé les récompenses : quatre Ariels, trois Déesses d'Argent, et le  Prix du Jury et de la Presse au Festival du film ibéro-américain de Montreal en 2004.

## Filmographie
Comme acteur
- 1986 : Redondo de Raúl Busteros
- 1992 : El Bulto de Gabriel Retes
- 1995 : Bienvenido-Welcome de Gabriel Retes
- 1996 : Cuarto oscuro de lui-même

Comme réalisateur
- 1992 : Mi primer año
- 1992 : Aquí no pasa nada
- 1993 : Dark Room
- 1996 : Cuarto oscuro'
- 1998 : En el espejo del cielo
- 2000 : Las olas del tiempo
- 2003 : Zurdo

Comme scénariste
- 1996 : Cuarto oscuro' de lui-même
- 1998 : En el espejo del cielo de lui-même
- 2000 : Las olas del tiempo de lui-même
- 2003 : Zurdo de lui-même

Comme producteur
- 1992 : Mi primer año de lui-même
- 1996 : Cuarto oscuro de lui-même
- 1998 : En el espejo del cielo de lui-même

Comme monteur
- 1995 : Bienvenido-Welcome de Gabriel Retes
- 1996 : Cuarto oscuro de lui-même
- 1996 : La cruda de Cornelio de Marcel Sisniega
- 1996 : La nave de los sueños de Ciro Durán
- 1997 : Pasajera de Jorge Villalobos
- 1997 : Adiós mamá d'Ariel Gordon
- 1998 : En el espejo del cielo de lui-même
- 1999 : Un dulce olor a muerte de Gabriel Retes
- 2003 : Zurdo de lui-même